# Inštitut za ekonomsko diagnozo in prognozo Ekonomsko-poslovne fakultete v Mariboru
Inštitut za ekonomsko diagnozo in prognozo deluje v okviru Raziskovalno-izobraževalnega centra Ekonomsko-poslovne fakultete Univerze v Mariboru.